# 67 a. C.
El año 67 a. C. fue un año del calendario romano prejuliano. En la República romana, fue conocido como el año 687 Ab Urbe condita.

## Acontecimientos
- Los romanos se apoderan de Creta.
- Campaña de Pompeyo contra la piratería en el Mediterráneo.[1]